# Late Night with Conan O'Brien
Late Night with Conan O'Brien var en pratshow med Conan O'Brien som sändes efter The Tonight Show på NBC mellan 1993 och 2009. Programmet startade i samma veva som David Letterman lämnade Late Night with David Letterman för att leda The Late Show with David Letterman på CBS. Serien var mycket populär. I Sverige sändes den på TV4 Plus och CNBC. O'Brien lämnade programmet den 20 februari 2009 för att vara ledig ett par veckor och sedan ta sig an förberedelserna av sin version av NBC:s klassiska talkshow The Tonight Show som under hans ledning sändes mellan den 1 juni 2009 till den 22 januari 2010. Efter att O'Brien lämnade Late Night ersattes han av Jimmy Fallon och Late Night with Jimmy Fallon. 
År 1993–2000 var komikern Andy Richter bisittare till Conan O'Brien. Han ersattes senare av Max Weinberg, som leder sin orkester Max Weinberg 7. 

## Inslag
Återkommande inslag i programmet.
- New US Post stamps
- In the year 2000
- If they mated
- Actual items
- Celebrity secrets
- Celibrity survey
- Walker Texas ranger
- Small talk moment

## Karaktärer
Showen har skapat återkommande karaktärer i sina sketcher. 
- Triumph, the Insult Comic Dog; troligen den mest kända och populäraste karaktären
- Evil puppy
- Preparation H Raymond
- The Interruptor
- FedEx Pope
- Frankenstein
- Hannigan the Traveling salesman
- The Offensive Radio Singer Ghost
- Coked-up werewolf
- Mansy the half-man/half-pansy
- Awful Ballgame Chanter
- S&M Lincoln
- Shit-eating duck